# Cretazeus
Cretazeus rinaldii
Genre
Espèce
Cretazeus est un genre éteint de poissons à nageoires rayées de l’ordre des Zeiformes. Il vivait lors du Campanien. Il n'est représenté que par son espèce type, Cretazeus rinaldii.

## Systématique
Le genre Cretazeus et l'espèce Cretazeus rinaldii ont été décrits en 2000 par le paléontologue américain James C. Tyler (d) (1935-).
Cretazeus est le plus ancien poisson zeiforme connu et ne peut être rattaché à aucune famille.